# سرگرد (فیلم)
سرگرد (انگلیسی: Major) فیلم هندی درام اکشن زندگی‌نامه‌ای است که در سال ۲۰۲۲ اکران گردید، کارگردانی این فیلم را ساشی کیران تیکا بر عهده داشت و داستان و فیلمنامه توسط آدیوی سش نوشته شده بود. داستان فیلم به زندگی سرگرد ساندیپ اونیکریشنان می‌پردازد که در جریان حملات نوامبر ۲۰۰۸ در بمبئی کشته شد. در این فیلم سش در نقش اونیکریشنان ظاهر شده‌است و بازیگران دیگر پراکاش راج، سوبهیتا دولیپالا، سایی منجرکار (Saiee Manjrekar)، رواتهی، مورالی شارما و آنیش کوروویلا هستند. فیلم سرگرد توسط ماهش بابو انترتینمنت، سونی پیکچرز و ای‌پلاس‌اس موویز تولید شد.
فیلمبرداری به صورت همزمان به زبان‌های تلوگو و هندی انجام گرفت. داستان فیلم به زندگی شخصی و حرفه‌ای ساندیپ اونیکریشنان می‌پردازد. فیلمبرداری اصلی در ماه فوریه ۲۰۲۰ شروع و در دسامبر ۲۰۲۱ خاتمه یافت. فیلم در روز ۲۴ مهٔ ۲۰۲۲ در چند شهر منتخب در هند به صورت محدود اکران گردید و در روز ۳ ژوئن ۲۰۲۲ به صورت جهانی اکران شد. منتقدان در مورد این فیلم نظرات مثبتی را ابراز کردند.